# Kip Europe
Kip Europe (eng. Statue of Europe), koji se također naziva Jedinstvo u miru (eng. Unity in Peace), skulptura je koja simbolizira uspostavu mira europskim integracijama, a istodobno predstavlja krilaticu Europske unije (EU) "Ujedinjeni u različitosti". Nalazi se u vrtu manastira Van Maerlant (knjižnica Europske komisije) na križanju ulice Van Maerlant i "chaussée d'Etterbeek", u Europskoj četvrti Bruxellesa u Belgiji. Izrađena je od smole, a visoka je nešto više od 5 metara. Teška je gotovo 800 kg. Inaugurirali su ga 9. prosinca 2003. Neil Kinnock i Viviane Reding, koji su u to vrijeme bili potpredsjednici Europske komisije i povjerenici za kulturu. Godina 2003. proglašena je Europskom godinom osoba s invaliditetom, a pritom se očekivalo da će se države na istoku Europe pridružiti EU-u.
Kip su izradila, modelirala, polirala i obojila djeca s oštećenjem vida pod nadzorom francuskog umjetnika Bernarda Romaina, koji je želio pokazati da invaliditet nije diskvalificirajući čimbenik. Čvrsto isprepletene, različito obojene ruke simboliziraju kulturološki različite ljude Europe koji zajedno podižu kuglu koja podsjeća na zastavu EU-a, na kojoj se nalazi golubica mira.

## Galerija
- Kip Europe tijekom noći, 2008.
- Kip Europe, 2010.

## Vanjske poveznice
- Članak na web-stranici Bernarda Romaina, bernardromain.com, (arhivirano u Wayback Machine)
- Commission Art (neaktivna poveznica), ec.europa.eu; (arhivirano u Wayback Machine)
- Inauguracija Kip Europe u Bruxellesu, video na YouTubeu